# History – Live
History Live je živé album skupiny Arakain k 10. výročí existence skupiny. 16. května 2011 byla spolu s albem Black Jack vydána reedice Black Jack + History Live.

## Seznam skladeb
1. Metalománie (1984)
2. Ruce zla (1986)
3. Jáma a kyvadlo (1983)
4. Ztráty a nálezy (1986)
5. Symfonie pro elektrický křeslo (1985)
6. Myšlenky (1986)
7. Půlnoční Hollywood (1987)
8. Motýl noci (1986)
9. Snaž se (1986)
10. Ďáblovi soustružníci (1983)
11. Gladiátor (1986)
12. Dotyky (1987)